# 長崎市立西町小学校
長崎市立西町小学校（ながさきしりつ にしまちしょうがっこう、Nagasaki City Nishimachi Elementary School）は、長崎県長崎市西町に存在する公立小学校。略称は「西町小」（にしまちしょう）。

## 概要
歴史
長崎市北部の人口増加に伴い、1956年（昭和31年）に開校した。2016年（平成28年）に創立60周年を迎えた。
学校教育目標
「心豊かで、実践力のある心身ともに健康な子の育成」
校章
学問を象徴するペン先を組み合わせたものを背景にして、中央に校名の「西町」（縦書き）を置いている。
校歌
歌詞は2番まであり、両番に校名の「西町小学校」が登場する。
校区
西町、白鳥町、緑が丘町、清水町、錦1丁目（12番17号～28号、13番～15番、16番1号～13号、17番18号～22号を除く）、錦2丁目、錦3丁目、音無町（1番～11番、12番1号～26号、12番50号、12番51号、12番54号、13番、14番3号～21号、14番23号、14番46号、15番1号～4号、19番18号～27号）、江里町（1番11号～16号を除く）、三芳町（1番～4番、5番1号～21号を除く）、油木町（52番地93～116、57番地～59番地、65番地1～5、67番地、68番地、70番地～138番地、142番地を除く）
長崎市立緑が丘中学校校区

## 沿革
- 1956年（昭和31年）
  - 4月1日 - 長崎市北部地区の児童数増加に伴う二部授業解消のために「長崎市立西町小学校」（現校名）が開校[2]。児童数385名、8学級でのスタート。
    - この時点では、校舎が完成していなかったため、長崎市立城山小学校と長崎市立西浦上小学校で分散2部授業を行う。

  - 11月 - 新校舎が完成し、全児童を収容。

## 学校行事
- 11月 - 西町フェスタ

## アクセス
最寄りのバス停
- 長崎自動車（長崎バス）「白鳥公園前」下車後、徒歩すぐ。

## 周辺
- 長崎市立緑が丘中学校
- 長崎大学国際交流会館
- 長崎市民アーチェリー場
- 長崎拘置支所（2023年11月から収容業務停止、2025年4月1日廃止）[3]

## 関連事項
- 長崎県小学校一覧